# Fritz Gunst
Pour les articles homonymes, voir Gunst.
Fritz Gunst, né le 22 septembre 1908 à Hanovre et mort le 9 novembre 1992 dans la même ville, est un joueur allemand de water-polo.

## Carrière
Fritz Gunst évolue au club de Hanovre du Wasserfreunde 98, avec lequel il est sacré champion d'Allemagne en 1927, 1936, 1937 et 1938.
Fritz Gunst est le capitaine de l'équipe d'Allemagne de water-polo masculin qui remporte la médaille d'or aux Jeux olympiques d'été de 1928 et la médaille d'argent aux Jeux olympiques d'été de 1932 ainsi qu'aux Jeux olympiques d'été de 1936. Il compte 122 sélections en équipe nationale.
Il intègre l'International Swimming Hall of Fame en 1990.